# 신시내티 지하철
신시내티 지하철(Cincinnati Subway)은 오하이오주 신시내티의 도심 지하에 있는 터널과 역으로 구성된 버려진 지하철 구조물을 일컫는 말로, 미국의 버려진 지하철 터널 중 가장 규모가 크다. 공사는 20세기 초반에 시행되었으나 계획이 완성되지 않았으며, 따라서 승객을 대상으로 한 영업은 전혀 이루어지지 않았다.
이 계획은 "도시의 가장 큰 골칫거리"이자 "신시내티의 가장 큰 실패작"이라는 말로 묘사되었다. 어떤 사람들은 도시 철도 계획이 완성되지 않았기 때문에 신시내티의 규모가 커지지 않았으며, 시민들이 어쩔 수 없이 자동차에 의지하게 되었고, 도심은 고속도로와 주차장이 점령했으며, "걸을 수 있는 생활권"이 생기지 못하였으며, 사람들이 도시 바깥에 살게 됨에 따라 오늘날의 교통 체증을 야기하였다고 주장한다. 그러나 어떤 사람들은 점차 승객 수가 줄어들어 결국에는 예전의 노면 전차나 마운트 애덤즈 강삭 철도처럼 버려졌을 것이라고 주장한다.
첫 지하철 공사의 실패 이후 지하철 계획을 부활시키려는 계획이 종종 있었으나, 지금까지 터널을 교통 수단으로 사용하려는 계획은 모두 실패하였다. 현재 신시내티 시민들 대부분은 지하철 터널이 도시 아래에 있다는 것을 알지 못한다.

## 역사
도시 철도는 20세기 1/4분기 동안 도심의 교통 체증을 해소할 방법으로 검토되었다. 지하철을 건설하기 위하여 6백만 달러를 투입하였지만 공사는 제 1차 세계 대전 때문에 지연되었다. 게다가 예상치 못한 전후(戰後) 인플레이션 때문에 공사 비용이 두 배로 늘어나 지하철을 처음 책정된 예산만으로는 완공할 수 없었다. 공사가 중단된 지하철 터널을 대중교통 수단으로 다시 활용하려는 시도가 몇 차례 있었으나 지금까지 모두 성공적이지 못했다. 정치권의 말싸움과 대공황과 제 2차 세계 대전과 자동차를 이용하는 인구의 증가 때문에 오늘날 지하철 계획은 실패하게 되었다.

### 구상

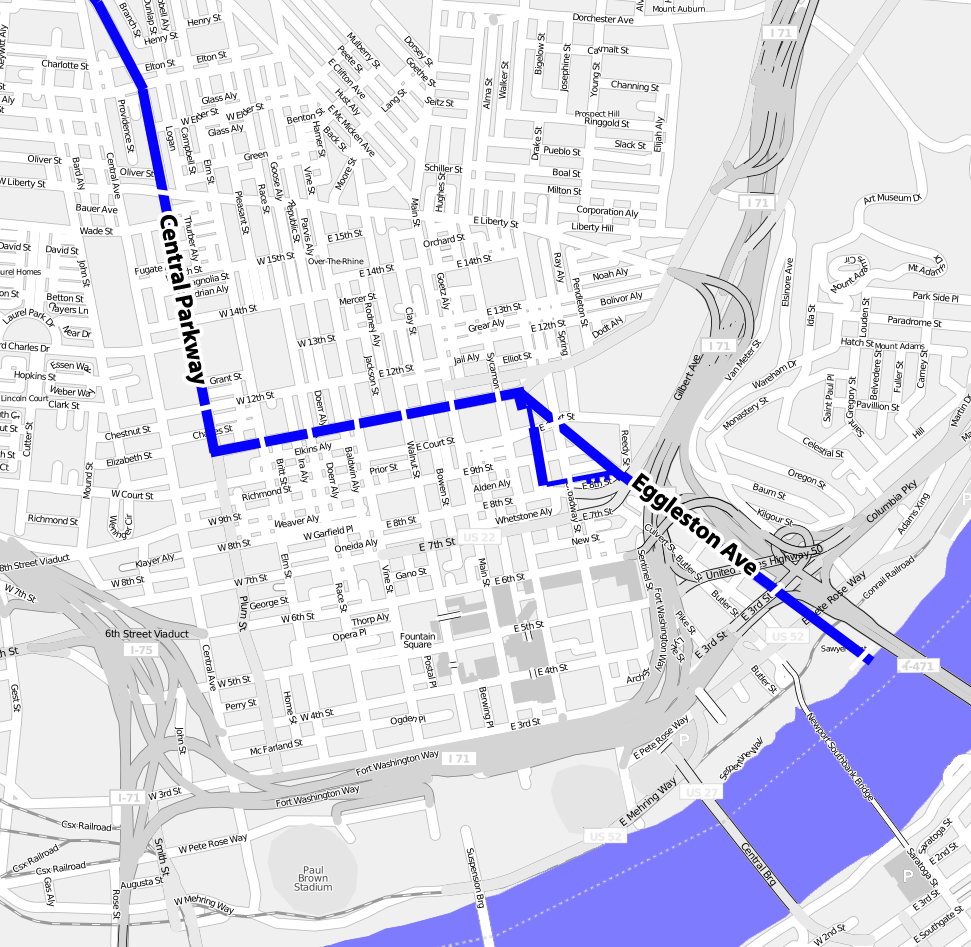
신시내티 도심 마이애미 에리 운하의 옛 위치.

1825년부터 1920년까지 마이애미 에리 운하가 도심의 업무지구와 신시내티의 교외인 오버 더 라인(Over-the-Rhine)을 나누었다. 이 운하는 상품을 운반하고 승객을 수송하는 데에 사용되었으나 철도가 인기를 얻으면서 더 이상 사용하지 않게 되었다. 운하가 1856년부터 이익을 내지 못하자, 공식적으로 신시내티 시에서는 1877년에 운하를 폐쇄하기로 결정하였다. 1884년 9월 27일에 신시내티의 주간 잡지 "더 그래픽(The Graphic)"이 "죽은 낡은 운하"를 지하철 선로로 전용(轉用)하고 그 위에 대로를 설치하자고 제안하였다.
1888년에 신시내티 시에서 노면 전차를 구입하기 시작하자, 노면 전차는 곧 주요한 대중교통 수단이 되었다. 20세기가 될 무렵까지 신시내티는 미국의 10대 도시 중 하나로 꼽혔으며, 신시내티의 성장률과 경제적 중요성은 뉴욕이나 시카고와 맞먹었다. 그러나 느린 노면전차는 혼잡한 도로를 마차와 보행자와 함께 다니는 바람에, 거의 날마다 이들 교통수단들과 충돌 사고를 일으켰다. 또한 도심에서 교외까지 이동하는 데에 45분에서 1시간까지 소요되는 일이 드물지 않았다. 357km의 노면 전차 노선망이 갖추어졌는데도 신시내티 시는 갈수록 더 심한 교통 체증을 겪어야 했다. 따라서 1910년 신시내티의 시장 헨리 토머스 헌트는 새로운 도시 철도 노선의 계획을 지휘하게 되었다.

### 계획
이듬해 신시내티 시의회는 오하이오 주의회에 마이애미 에리 운하 중 신시내티 도심을 관통하는 구간을 대로와 지하철로 전용할 것을 제안하였다. 시 정부는 보스턴과 시카고의 도시 철도 건설에 참여한 전문가들을 채용하여, 신시내티의 도시 철도를 가장 좋게 건설할 방법을 연구하였다. 그 결과로 네 가지 노선 안이 제안되었다. 이 중에서 채택된 계획안 Ⅳ 수정안 H는 도시를 한 바퀴 두른 뒤 세인트 버나드(St. Bernard)와 노우드(Norwood) 등 교외 중부 지역과, 오클리(Oakley)와 하이드 파크(Hyde Park) 등 교외 동부 지역을 거쳐 다시 도심으로 돌아오는 노선이었다.
1916년에 시의회는 이자율 4.25%로 600만 달러의 차관을 발행한 뒤, 도시 철도 계획을 주민투표에 부쳤다. 1917년 4월 19일에 신시내티의 시민들은 30,165:14,286의 비율로로 도시 철도 차관을 발행하는 데에 찬성하였다. 그러나 차관이 발행되기 11일 전 미국이 제 1차 세계 대전에 참전하는 바람에 공사는 중지되고 말았다. 전쟁 기간동안 채권을 발행하는 것이 허가되지 않았기 때문이었다.
전쟁 상태 때문에 시의 일부 부서에서는 순환선 건설이 전쟁 후까지는 현명하지 못한 일이 될 것이라는 의견이 우세하다. 자재의 비용이 비싸고 이를 공급하기도 어렵다는 점 또한, 잠시 지하철 계획을 중단하는 데에 찬성하는 측에서 종종 언급되고 있다.— <<신시내티 인콰이러(Cincinnati Enquirer)>>, "지하철 계획, 전쟁 중 연기 못 면할 것(Subway Again May Meet Delay Postponement Of Plans Until After War Is Considered)," April 5, 1918 (p. 9)

### 첫 건설과 실패
전쟁이 1919년에 종결되자 건설 비용이 두 배로 늘어남에 따라, 순환선을 완공할 비용이 1200만 달러에서 1300만 달러 사이로 증가하였다. 그러나 시 정부는 공사를 1920년 1월 28일에 개시하였고, 순환선을 완공하는 데에 사용할 자금은 나중에 충당하기로 하였다. 차관이 1927년에 모두 소진되자 공사는 11 km 구간의 터널만 완공하고 선로는 부설하지 않은 채로 중단되었다.
순환선을 완공하는 데에 추가로 600만 달러에서 1200만 달러 사이의 예산이 소요될 것으로 예상되었다. 지하철 선로를 따라 놓인 대로는 "센트럴 파크웨이(Central Parkway)"라고 불렸는데, 1928년 10월 1일에 개통한 뒤 1주일 간 공식 행사가 개최되었다.
일단 원래의 도시 철도 계획이 실패한 것이 분명해지자, 정치권에서 언쟁이 일어나 공사가 더 이상 진척되지 못했다. 게다가 자금을 더 충당하여 지하철을 완공시키려던 희망조차 1929년의 주식 시장 파산 때문에 또 다시 연기되었다. 헌트 시장이 처음 1910년에 도시 철도 계획을 발표하였을 때에는 시민들은 거의 자동차를 소유하지 않았으나, 인구가 늘어나고 자동차를 이용하는 것이 편리해짐에 따라 점차 지하철을 완공해야 할 필요성이 사라졌다. 지하철 계획을 비판하는 측에서 이 계획을 "신시내티의 하얀 코끼리"라고 부르기 시작하였다.

### 재활용 시도
1927년에 차관을 모두 소진하면서 지하철 공사가 중단된 이후, 완공되지 않은 채로 방치된 터널 구조물을 활용하기 위하여 다양한 시도가 이루어졌다. 이러한 시도에는 터널을 원래 목적에 맞게 교통수단으로 재활용하려는 것도 있었고, 원래의 목적과는 다르게 활용하려는 것도 있었다.
옛 지하철 터널을 교통수단으로 재활용하려는 최초의 연구는 1936년에 신시내티 시 정부에서 발족시킨 신시내티 건축설계사 모임(Engineers' Club of Cincinnati)에서 이루어졌다. 이 기관에서 작성한 보고서에서는 이 터널을 원래 계획대로 지하철로 활용하는 것 말고는 다른 방법을 찾을 수 없었다고 하였다.
한편 이 터널 구조물을 다른 목적으로 활용하자는 제안은 미국이 제 2차 세계 대전에 참여하여 본격적으로 전시 체제에 돌입하면서 최초로 제기되었다. 이러한 제안으로는 지하철 터널을 방공호나, 상품·군수품 등을 보관할 창고나, 화물을 도심으로 운반할 수송로 등으로 사용하자는 것이 있었다.
2008년을 기준으로 터널을 있는 그대로 유지하는 데에는 260만 달러가, 흙으로 채우는 데에는 1900만 달러가, 도시 철도 계획을 부활시키는 데에는 1억 50만 달러가, 마지막으로 터널을 따라 1.3m짜리 수도관을 다시 부설하는 데에는 1400만 달러가 소요될 것으로 예상되었다.

#### 교통수단
1936년 시 정부는 신시내티 건축설계사 모임을 발족시키고 완공되지 못한 채로 방치된 지하철 터널을 재활용할 방법에 대한 보고서를 작성하였다. 그러나 보고서는 그 터널을 원래 계획대로 지하철로 활용하는 것 말고는 다른 방법을 찾지 못하였다. 이는 시 정부의 요구가 20년 전 보고서에서 지하철 계획은 "잊어야 한다"고 한 것에서 변화하였기 때문이다. 한편 1939년에 이 터널을 도로 교통수단으로 활용할 수 있는지에 대한 연구가 이루어졌으나, 결국 도로 교통수단으로 활용하는 데에는 적합하지 않은 것으로 확인되었다.
1940년 시 정부는 몇몇 전문가들의 의견을 참조하여 최종적으로 터널을 원래의 계획에 따라 지하철로 재활용하고자 하였다. 보고서에서는 모든 노면 전차를 지하로 다니게 할 것(곧 노면 전차를 지하철처럼 활용하는 것)을 추천하였으나, 신시내티 시는 이미 비용이 많이 드는 여러 공공 사업을 추진하고 있었다. 이 계획은 다시 미국이 1941년에 제 2차 세계 대전에 참전하는 바람에 연기되었다.
2002년에 지하철 터널을 경전철로 활용할 계획이 발표되었는데, 건설하는 데에는 26억 달러의 비용이 들고 30년의 시간이 걸릴 것으로 예상되었다. 이 옛 지하철 터널이 선호된 것은 그 터널이 최적의 장소에 놓여 있었고, 신시내티를 동서로 연결하는 데에 쉽게 활용될 수 있었으며, 당시를 기준으로 하여 시 정부에서 비용을 1억 달러 이상 절약할 수 있었기 때문이었다. 경전철 건설 계획은 메트로무브즈라고 불렸는데, 이를 추진하기 위하여 해밀턴 카운티의 판매세를 5 센트 올리는 세금 인상안이 발표되었다. 그러나 이 계획은 투표에서 2:1을 넘는 비율로 반대표가 많아 무산되었다.
최근 완공되지 않은 지하철 터널과 역 구조물이 "매우 잘 보존되었으며" "시설물 상태가 좋은" 것으로 묘사되었다. 시설물의 품질과 관련한 이 언급은 믿을 만한 것이었는데, 부분적으로는 신시내티 시 정부가 터널 위로 센트럴 파크웨이가 지나고 있어서 세금을 들여서라도 터널을 유지해야 하였던 것도 있다.

#### 기타 용도
제 2차 세계 대전 동안 시 정부는 전시(戰時) 배급제도에 집중하였으므로, 지하철의 완공이 그다지 우선적으로 추진할 일이 아니게 되었다. 이 무렵 터널을 방공호로 활용할 것이 제안되었으나 결국 한 번도 실행되지 않았다. 한편 이 터널을 상품과 군수품을 보관할 창고로 쓸 것이 제안되고, 이어서 화물을 시내 중심부로 운반할 수송로로 쓸 것이 제안되었는데, 이 제안들 또한 신시내티 시내에 도시 철도를 유치하는 것이 연기될 수 있다는 것 때문에 파기되었다. 이 대신에 위원회는 순환선의 경로를 주간고속도로 제75호선과 노우드 측면도로으로 활용하기로 하였다.
1950년에 1.3미터 짜리 수도관 이 북행선 터널에 부설되어 건설 비용 30만 달러를 절약하게 되었다. 그러나 토목 회사인 파슨스 브링커호프(Parsons Brinckerhoff)에서는 여분의 수도관이 포트 워싱턴 도로를 건설하면서 설치되었기 때문에 지하철 터널에 설치된 수도관은 철거해도 된다고 하였다. 또한 조례 제 154-1956호의 예외 조항에, "만약에 도시 철도 시설물이, 미래의 어느 시점에라도 원래의 목적으로 활용되어야 한다면, 수도관 시설은 명시된 주 조항에 의거하여 철거되어야 한다"고 명시되어 있다.
지하철 차관은 1966년에 지불이 완료되었는데, 그 액수는 1301만 9982달러 45 센트였다. 그 무렵에 마이너 포도주 저장소 주식회사는 지하철 터널을 포도주를 저장하고, 포도주 사업과 관련하여 관광객을 유치하는 데에 활용하려고 하였으나 건설 비용이 부족하여 취소되었다. 한편 1970년대에 닉 클루니가 터널 중 일부 구간을 지하 상점가와 나이트 클럽이 포함된 종합 쇼핑 시설로 전환하려고 하였으나, 보험금과 관련된 문제 때문에 성사되지 못했다. 1980년대에 시 정부는 할리우드의 영화 제작자들을 대상으로 지하철 터널을 지하철 장면을 촬영할 장소로 제공하였다. 이 터널은 배트맨 포에버의 제작자에게 제공된 일도 있었으나, 2008년을 기점으로 하여 영화 촬영에 전혀 사용되지 않았다.

## 구간 내 시설

### 역

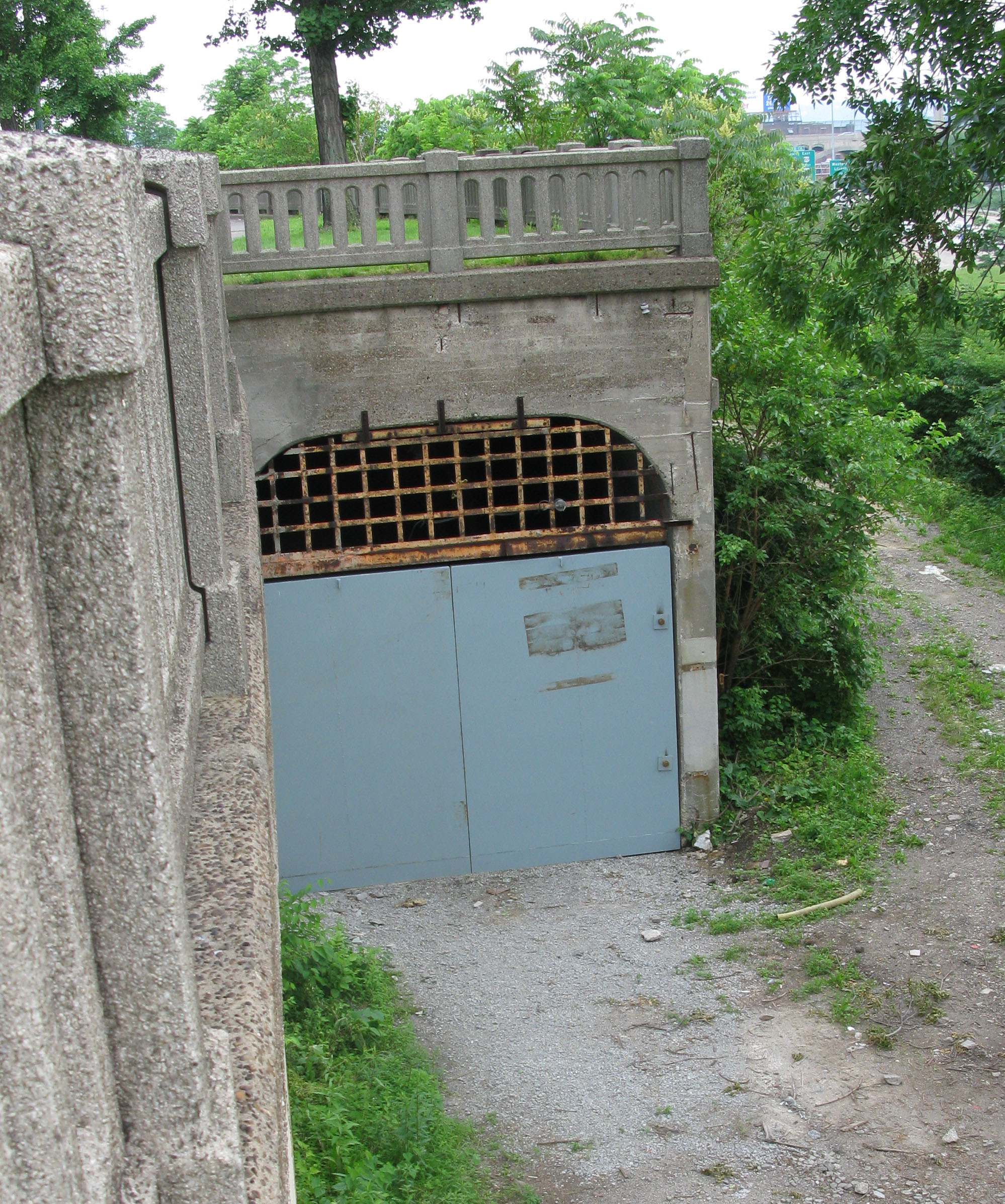
이 터널 입구는 웨스턴 힐스 고가교 근처에 있으며 I-75 고속도로에서 쉽게 확인된다.

6개의 역이 센트럴 파크웨이를 따라 완공되었다. 지하역은 레이스 스트리트(Race Street), 리버티 스트리트(Liberty Street), 브라이턴 플레이스(Brighton Place)에, 지상역은 예전에 마셜 스트리트(Marshall Street), 러들로 애버뉴(Ludlow Avenue), 클리프턴 애버뉴(Clifton Avenue)에 설치되었다. 지하역들은 온전히 남아 있으나 지상역들은 I-75 고속도로가 건설되면서 1960년대에 철거되었다.
첫 번째 역은 레이스 스트리트 역으로 도심의 중추 역할을 하기로 되어 있었다. 이 역은 승강장이 중앙에 놓여 지하철 열차가 그 북측과 남측으로 다니도록 설계되었다. 다음 역은 리버티 스트리트 역으로 중간 통과역이었다. 이 역은 승강장이 선로 양쪽에 놓인 간단한 구조였다. 세 번째 역은 브라이턴 플레이스 역으로 마찬가지로 중간 통과역이었다.
마셜 스트리트 역은 지상역들 중 가장 웅장하였으며, 서쪽으로 밀 크릭 계곡 근처에 있었다. 러들로 애버뉴 역은 남쪽으로 러들로 고가교 아래에 건설되었으며 마찬가지로 중간 통과역이었다. 당시 완공될 역 중 가장 마지막 역은 클리프턴 애버뉴 역이었으며, 오늘날 I-75 고속도로 아래로 클리프턴 애버뉴가 교차하는 지점에 있었다.
추가로 역들이 더 계획되어 있었으나 자금은 노선이 노우드까지 완공되면서 고갈되었다.

### 시설
지하철 터널은 남북으로 달렸다. 선로 터널은 둘로 분리되었는데, 분리된 반쪽짜리 터널은 각각 중간 폭이 4.0m, 높이가 4.72m였다. 이는 노면 전차나 버스를 모두 수용할 수 있을 만큼 충분한 공간이었다. 양쪽 터널에는 목재를 나란히 놓아 바닥에 고정시켰으며, 이는 철제 선로의 받침으로 사용될 예정이었으나 공사는 결국 철제 선로를 부설하지 않은 채 중단되었다. 나란히 놓인 목재 사이의 너비는 중심점을 기준으로 1.5m로, 대부분의 선로에 비하여 150mm 정도 더 넓은 것이었다. 터널 내의 곡선은 모두 완만하였으며 곡선 구간에서 바깥에 놓인 목재는 안쪽에 놓인 목재보다 더 높이 튀어나왔는데, 이는 열차가 64 km/h 이상의 속도로 달릴 수 있게 하기 위함이었다.
지하철 노선이 완공되지 않았음을 보여주는 사례들은 많았다. 예를 들면 모호크 코너(Mohawk Corner)에 역을 설치하기 위한 대비를 해 두었으며 벽으로 가로막혀 있다. 또한 월넛 스트리트(Walnut Street)에서 터널이 남쪽으로 틀어 도심에 진입하는데, 바로 그 앞에서 벽돌을 쌓아 만든 벽으로 터널이 가로막혀 있다. 지하철 터널은 구간 전체가 복선으로 되어 있었으며 콘크리트 벽이 각 선로를 분리하였다. 벽 중간에 열린 공간들은 사람들이 한 쪽 선로에서 다른 쪽 선로로 건너갈 수 있게 하였다. 터널은 환기가 잘 이루어지고 있으며 리버티 스트리트에 도달할 때까지 많은 양의 빛이 들어온다.

## 기타 정보

### 관광
1년에 두 번 옛 지하철 터널을 둘러볼 기회가 있다.
- 신시내티 박물관 센터의 역사 체험 프로그램에서는 자체의 「말하며 보는 여행(Talk & Walk Tour)」을 통해 터널을 탐험하며 풍부한 정보를 제공하고 있다. 이 탐험에는 대략 2시간이 소요되는데, 이 과정에서는 지하철의 역사를 소개한 뒤 지하를 다섯 블록 정도 걷는다. 2010년 5월 1일에는 50명으로 구성된 단체 관람객 다섯 팀이 지하철을 탐험하였다.

- '오버 더 라인 재단'은 3월 흑맥주 축제(Bockfest) 기간동안 지하철 탐험을 주최한 것으로 유명하다.

이상 두 지하철 탐험 여행은 모두 도심의 레이스 스트리트와 센트럴 파크웨이의 교차점에 있는 미디어 다리(Media Bridges)에서 시작한다. 입장권을 예매할 수 있는 시간은 제한되어 있으며, 입장권은 금세 매진된다.

### 유사한 도시 철도 체계
신시내티 지하철은 보스턴 지하철의 적색선과 매우 유사하였다. 비슷한 양식의 구조물은 옛 모리스 운하 부지에 놓인 뉴워크 경전철이나, 옛 에리 운하 부지에 설치되어 비슷하게 폐선된 로체스터 지하철이나, 캘거리 도심 제 7 대로에 있는 버려진 C-트레인의 터널 등에서 확인할 수 있다.

### 도쿄 지하철과의 관계
신시내티 지하철은 건설될 시기에는 지하철 계획이나 건설 시기 등이 도쿄와 겹치는 이유로 도쿄 지하철도의 기술과장이 시찰한 일이 있다는 기록이 남아 있다. 건설 비용이 저렴했던 신시내티 지하철은 간편하고 필요한 수요를 충족할 수 있는 지하철 노선의 실현 사례로서 호평을 받았다. 이는 당시 일본인 기술자의 입장으로서 복복선을 설치한 뉴욕 지하철은 과잉 설비로 비쳐졌기 때문이었다.

## 같이 보기
- 신시내티 노면 전차
- 메트로무브즈